# Naga broń 2½: Kto obroni prezydenta?
Naga broń 2½: Kto obroni prezydenta? (ang. The Naked Gun 2½: The Smell of Fear) – amerykański film fabularny (komedia) z 1991 roku, z cyklu zapoczątkowanego filmem Naga broń: Z akt Wydziału Specjalnego.

## Obsada
- Leslie Nielsen – Frank Drebin
- Priscilla Presley – Jane Spencer
- George Kennedy – kapitan Ed Hocken
- O.J. Simpson – Nordberg
- Robert Goulet – Quentin Hapsburg
- Richard Griffiths – dr Albert S. Meinheimer / Earl Hacker
- Jacqueline Brookes – komisarz Anabell Brumford
- Anthony James – Hector Savage

## Fabuła
Porucznik Frank Drebin musi powstrzymać ekologicznego terrorystę Quentina Hapsburga przed zniszczeniem Waszyngtonu. Pomaga mu w tym gorąca kobieta – Jane Spencer, „przy której topi się kanapka z serem”.